# Sitai (Mesopotamia)
Sitai o Sitae, también Siai y Siteon Chiphas, era una ciudad en la provincia Romana de Mesopotamia, habitada durante el periodo Romano y bizantino.
Está ubicada cerca de la actual ciudad de Ziyaret tepe en la Turquía asiática.